# Giuseppe Maria Sesti
Giuseppe Maria Sesti (* 1942 in Terracina) ist ein italienischer Weingärtner, Forscher und Schriftsteller.

## Leben
Er wuchs in Venedig auf und begann sein Studium auch in Venedig, während dem er häufig die Winzer von Treviso, Valdobbiadene und im östlichen Venetien besuchte und dabei seine Leidenschaft für Wein entwickelte. Er studierte mit breitem Interesse für die klassische Welt und antike Astronomie auch an der Marciana-Bibliothek in Venedig, British library und Royal Astronomical Society in London. 1975 zog er mit seiner Frau Sarah und ihren gemeinsamen Kindern in die Toskana, um sich seinem Dasein als Schriftsteller zu widmen. Seit 1976 arbeitete er fortan für mindestens als stellvertretender Direktor des Barockopernfestivals in Batignano in Maremma (Toskana). In diesem Zeitraum kaufte er sich das verlassene Dorf Argiano (bei Sant’Angelo in Colle, Gemeinde Montalcino), restaurierte dessen Burg und baute 1990 seinen eigenen Weinberg an. 1989 war er als ‘Location Manager’ Teil der Film-Crew des Films Melancholia von Andi Engel.

## Publikationen
- The Phenomenon Book of Calendars, 1978
- Le Dimore del Cielo, 1987
- The Glorious Constellations, 1990
- Die Geheimnisse des Himmels, 1991